# 白い僧院の殺人
『白い僧院の殺人』（しろいそういんのさつじん、原題： The White Priory Murders ）は、アメリカの推理作家カーター・ディクスン（ジョン・ディクスン・カーの別名義）による推理小説。発表は1934年。ヘンリ・メリヴェール卿ものの長編第2作目にあたる。

## あらすじ
ハリウッドで大女優となったマーシャ・テートがロンドンでの凱旋舞台のためにイギリスに戻ってきた。しかし、秘密にしていた彼女の宿泊地にチョコレートが贈られ、不審に思った関係者が全員でチョコレートを食べたところ、宣伝係のティム・エマリーがストリキニーネの入ったチョコレートを食べて病院に担ぎ込まれた。
そのような中マーシャは、サリー州にあるモーリス・ブーンの屋敷「白い僧院」の別館「女王の鏡」に宿泊する。その翌朝、クリスマスに招待されたジェームズ・ベネットが「白い僧院」に到着したとき、モーリス・ブーンの弟のジョンに呼ばれて別館「女王の鏡」に向かう。そこには頭を割られたマーシャ・テートの死体が横たわっていた。「女王の鏡」の周囲30メートル四方は深夜に降り積もった雪に覆われており、新雪の上に残された真新しい足跡は、死体の発見者の乗馬ズボンに長靴のジョンと到着したばかりのベネットの雪で濡れた革靴の2組が「女王の鏡」に向かっているものだけだった。しかし、検死の結果、マーシャの死亡推定時刻は午前3時から3時半の間で、雪がやんだ2時から1時間ほど後だった。果たして犯人はいかにして足跡を残さずに「女王の鏡」に侵入してマーシャを殺害し、そこから脱出したのだろうか。「雪の密室」の謎にH・Mことヘンリ・メリヴェール卿が挑む。

## 主な登場人物
H・M（ヘンリ・メリヴェール卿）
イギリス政府の高官。犯罪捜査の天才。
ジェームズ・ベネット
H・Mの甥。外交官。準語り手。
マーシャ・テート
ハリウッドの女優。映画界で成功し、英国で歴史劇の主演のため帰国した。
「白い僧院」の別館「女王の鏡」で撲殺死体が発見される。雨靴が押入れにあるのが見つかる。
カール・レインジャー
映画監督。
泥酔した後に遺体が発見される。
ティム（ティモシー）・エマリー
マーシャの宣伝係。やり手で交渉が上手い。
毒入りチョコレートを食べるがストリキニーネ被害は些少で済む。
モーリス・ブーン
「白い僧院」の当主。歴史学者。弟とは反対の性格で論理的で饒舌。
ジョン（ジョナサン・アシュリー）・ブーン
モーリスの弟。同じく歴史研究者で、映画と劇の創作総指揮。
長身で繊細。マーシャに恋している。
青い乗馬服で証拠らしき三角の部品と鞭を持ち長靴姿で撃たれた状態で発見される。
キャサリン（ケート）・ブーン
モーリスとジョンの姪。
カニフェスト
新聞界の大物。劇のスポンサー。金を出し渋りジョンが直談判に来る。
自宅で殺されたはずだったが、「白い僧院」に電話がかかってくる。
ルイーズ・カルー
カニフェストの娘で秘書。よくヒステリーを起こす。
有りもしない血に怯え階段から墜落させる危害未遂を起こしたと疑われる。
ジャーヴィス・ウィラード
舞台俳優。
トムスン
「白い僧院」の執事。
ハンフリー・マスターズ
ロンドン警視庁の主席警部。
ポッター
州警察の警部。
ウィン医師
ブーン家の主治医。

## 提示される謎
- 一連の事件は連動しているのか、または無関係な複数による偶然の産物か。
- 雪の密室（発見者以外の足跡がない雪の道）

## 作品の評価
- 江戸川乱歩は「カー問答」（『別冊宝石』、カア傑作集、1950年）[1]の中で、カーの作品を第1位のグループから最もつまらない第4位のグループまで評価分けし、本作を第2位のグループ7作品の2番目に挙げている[2]。さらに本作について「犯人の足跡がないという不思議を、変なメカニズムなんか使わないで、心理的に巧みに構成している。私はこれはカーの発明したトリックの内で最も優れたものの一つと考えている。」と評している。